# Кастельсарразен
Кастельсарразен (фр. Castelsarrasin) — муниципалитет во французском департаменте Тарн и Гаронна, в регионе Юг — Пиренеи. Супрефектура одноимённого округа Кастельсарразен. Население — 12 964 человек (2008).
Расстояние до Парижа — 550 км, до Тулузы — 60 км.

## История
С 1850 года город, в котором проживало 7000 человек, начал развиваться и расширяться, в частности, благодаря появлению железной дороги, а затем фабрики. В 1875 году построена казарма и в городе по сей день расквартирован полк.

## Экономика
В 1914 году в ожидании возможной осады Парижа в городе были построены металлургический завод. В 1914 году и с 1943 по 1946 годы завод работал для монетного двора. Монеты, отчеканенные там, маркируются буквой «С» над датой. Завод был куплен компанией Cégédur, в дальнейшем поглощённый компанией Péchiney (фр.). В начале 1970-х годов завод сократил большую часть сотрудников в связи с началом французского металлургического кризиса. В конце 1990-х годов завод был куплен компанией Alcan, а в 2005 году — Rio Tinto. Другая часть завода перешла под контроль группы Alcoa.
В городе расположена фабрика немецкой компании Trimet Aluminium (нем.), которая производит до 10 000 т алюминиевой проволоки в год.

## Известные жители
- Шарль де Мазад — французский писатель, член Французской академии.
- Антуан Ломе де Кадийак — колониальный администратор, основатель Детройта; последние годы жизни он был мэром города.